# Maite Beaumont
Maite Beaumont é uma Mezzo-soprano natural de Pamplona (Espanha), onde estudou canto e violino na Universidade de Pablo Sarasate e sociologia na Universidade de Navarra. Concluiu seus estudos na Hochschule für Musik und Theater em Hamburgo, sob a orientação de Hanna Schwarz. Recebeu diversos prêmios ao longo de sua carreira.

## Carreira
Em 2002, integrou o programa Jovem Artista da Staatsoper Hamburg e interpretou o papel de Ruggiero na nova produção de Alcina. Beaumont foi membro do conjunto da companhia de 2003 a 2006, onde participou regularmente em papéis importantes de seu repertório.
Em 2005, fez sua estreia no Festival de Salzburgo como Dorabella em Così fan tutte.
A artista atuou na Opéra national de Paris, no Gran Teatre del Liceu em Barcelona, no Théâtre Royal de la Monnaie, na Bayerische Staatsoper, na Staatsoper Unter den Linden, em Berlim, no Théâtre du Capitole, em Toulouse, no Teatro Real, em Madri, no Teatro alla Scala, em Milão, no Teatro Municipal de Santiago do Chile e na Lyric Opera de Chicago.
O repertório operístico de Beaumont inclui Sesto (La Clemenza di Tito), Donna Elvira (Don Giovanni), Rosina (Il Barbiere di Siviglia), Angelina (La Cenerentola) e o Compositor (Ariadne auf Naxos).

## Carreira em concertos
Beaumont é também muito ativa como cantora de concerto, com repertório que vai do barroco à música contemporânea. Apresentou-se com orquestras como Academia de Música Antiga, Orquestra Sinfônica de Bamberg, Kammerphilharmonie Bremen, Camerata Salzburg, Ensemble Resonanz, Il Complesso Barocco, Mozarteum Orchester e Ensemble Intercontemporain, em Paris. Trabalhou com maestros como Ivor Bolton, Alan Curtis, Giovanni Antonini, Christoph Eschenbach, Adam Fischer, Emmanuelle Haïm, Martin Haselböck, Christopher Hogwood, Ingo Metzmacher, Sir Roger Norrington, Christopher Rousset, Simone Young e Nikolaus Harnoncourt.

## Discografia

### DVDs
- Mozart: Mozart – Da Ponte. Gravadora: Opus Arte. Papel: Dorabella.
- Haydn: Il mondo della luna.
- Giulio Cesare de Händel. Gravadora: TDK. Papel: Sesto.
- L'incoronazione di Poppea de Monteverdi. Gravadora: Opus Arte. Papel: Ottavia.[6]

### CDs
- Flavio Bertaridus de Telemann (2012). Gravadora: Deutsche Harmonia Mundi. Papel: Flavio Bertaridus.
- Alcina. DG/Archiv 477 7374 (2007): Joyce DiDonato (Alcina), Maite Beaumont (Ruggiero), Karina Gauvin (Morgana), Sonia Prina (Melisso), Kobie van Rensburg (Oronte), Vito Priante (Melisso), Laura Cherici (Oberto). Il Complesso Barocco, regente: Alan Curtis. (DVD)
- Motezuma de Vivaldi (2006). Gravadora: Archiv Produktion. Papel: Fernando.
- Radamisto. Virgin Classics 5456732 (2003): Joyce DiDonato (Radamisto), Maite Beaumont (Zenobia), Zachary Manchas (Tiridate), Patricia Ciofi (Polissena), Dominique Labelle (Fraarte), Laura Cherici (Tigrane), Carlo Lepore (Farasmane). Il Complesso Barocco, regente: Alan Curtis. (177 min)
- Dolce mio ben: Gasparini, Conti, Fedeli, Sarri & Magini (2004). Gravadora: Berlin Classics.
- Das Fest im Meer de Jörn Arnecke (2003). Gravadora: NCA, Novos Clássicos de Aventura. Papel: Ninon.
- La Maga Abbandonata. Árias de Rinaldo, Alcina e Amadigi. Com Simone Kermes, Maite Beaumont e Donna Leon (narração). Il Complesso Barocco, regente: Alan Curtis. DHM 2007.